# Edve
Edve é um município da Hungria, situado no condado de Győr-Moson-Sopron. Tem 5,05 km² de área e sua população em 2015 foi estimada em 116 habitantes.